# 小町ゆき
小町 ゆき（こまち ゆき、1976年4月7日 - ）は、日本の元AV女優、女優、レースクイーン。京都府出身。1997年、『美・アイドル』でAVデビュー。1998年後半に海真澄へ改名

## 作品

### アダルトビデオ
- 美♥アイドル（1997年3月28日、宇宙企画）
- アイドル刑事♥ユキ（1997年4月28日、宇宙企画）

### オリジナルビデオ
- 牝犬たちの制服（1997年11月21日、ミュージアム） - 主演[1]
- 修羅がゆく7 四国烈死篇（1998年3月7日）- 鮫島の愛人
- 女彫師アザミ（1998年12月25日、マクザム）

### 映画
- 売春暴力団（1997年12月27日、東映/東映ビデオ/大映） - 優子 役[2]
- 天使に見捨てられた夜（1999年7月10日、日活）

### テレビ
- 透明少女エア（1998年、テレビ朝日）- 主演・エア 役